# شهرستان ساگاداهاک، مین
شهرستان ساگاداهاک واقع در ایالت مین است. جمعیت این شهرستان بر اساس سرشماری سال ۲۰۱۰ آمریکا ۳۵۲۹۳ نفر گزارش شده‌است. مرکز شهرستان ساگاداهاک شهر بث است.این شهرستان در تاریخ ۱۴ فوریه ۱۸۵۴ تشکیل شده و نام آن برگرفته از شهر واژه سرخپوستی به معنای "دهانه رودخانه بزرگ" است.